# Pien Collegio
Le Collège complet (vénitien : Pien Collegio) est le principal organe exécutif de la république de Venise. Il supervise la gouvernance quotidienne et prépare l'ordre du jour du Sénat vénitien.

## Composition
Le Collège complet comprend le doge de Venise et la Signoria, les six conseillers ducaux et les trois chefs du Conseil des Quarante, ainsi que trois ensembles de sages (« savi »), conseils d'administration dotés de responsabilités particulières : les Savi del Consiglio (6 membres), les Savi di Terraferma (5 membres) (responsable des affaires financières et militaires) et le Savi agli Ordini (responsable des questions maritimes). Comme pour les autres magistratures supérieures de Venise, des restrictions ont été imposées à l'éligibilité au poste de savi : les membres étaient élus au Sénat vénitien, servaient pour un mandat de six mois et ne pouvaient être réélus au même poste avant trois ou six mois. Pour assurer la continuité, les nominations au bureau de savio ont été échelonnés, les mandats de six mois commençant le 1er octobre, le 1er janvier, le 1er avril et le 1er juillet.

## Fonctions
Le Collège se réunit quotidiennement, sous la présidence du Doge avec le Savi del Consiglio pour fixer l'ordre du jour. Le conseil après avoir lu les rapports et les dépêches, donne audience aux envoyés étrangers et prépare les questions à soumettre au vote du Sénat. À sa seule discrétion, sur des questions urgentes de finances ou d'affaires étrangères, le Collège pouvait envoyer des motions votées par le Conseil des Dix.
Le Collège a le pouvoir de disposer de fonds publics à hauteur de 25 ducats d'or. Avec le conseil d'administration du Consultori in Iure, le Collège est chargé des relations avec l'Église, comme l'accueil des évêques et prélats en visite à Venise. Elle juge en matière de bienfaits et de patronages de l'Église, des privilèges des villes soumises à la République et des droits de la gabelle.
Le pouvoir du Collège s'accroit à partir de 1526, lorsqu'il reçoit le privilège de refuser au Sénat les actes qu'il juge nécessaire de garder secrets. Parallèlement, le Collège reçoit le pouvoir de prendre des décrets lorsque le Sénat n'est pas en session, ainsi que de suspendre les décrets du Grand Conseil. Au XVIIIe siècle, le Collège devient l'institution la plus influente de la République.